# Guillermo Berrío
Luis Guillermo Berrío Gómez (Amagá; 11 de abril de 1967-Cali; 11 de abril de 2021) fue un futbolista y entrenador colombiano. Jugó de mediocampista.

## Trayectoria

### Como jugador
En América, Berrío debutó como profesional en 1986 y allí estuvo hasta 1991. Juvenil, con toda una carrera por delante, Berrío no tuvo un protagonismo especial con los escarlatas. Por eso, a inicios de la década del 90, después de breves pasos en Deportivo Pereira, Atlético Bucaramanga y Cúcuta Deportivo, El Teacher se iría cedido a Envigado, equipo de segunda división que lograría el ascenso con Berrío en la plantilla. cuando fue cedido al Envigado F. C. por seis meses.
Para el año 1992 con la creación de la Segunda División aceptó la propuesta de jugar con el Atlético Huila donde fue figura, capitán y titular indiscutible hasta el año 1996 cuando recibió una propuesta del Deportes Tolima bajo la administración del senador Camargo. Su buen nivel con el 'vinotinto y oro' llamó la atención de varios clubes del fútbol internacionales, por lo que se decidió «El Teacher» fue por la del Deportivo Táchira de Venezuela donde estuvo cedido por seis meses y regresó al Deportes Tolima.
A mediados de 1998 regresó a su casa y jugó media temporada con el Atlético Huila con una excelente campaña en lo individual lo que le hizo tener su tercera y cuarta experiencia internacional específicamente en Perú en el año 1999 donde fichó con el Unión Minas y luego jugó para el Juan Aurich.
En el año 2000 regresó al país y jugó para el Deportivo Pereira, Deportes Quindio y finalmente en el Atlético Huila con los opitas disputó 200 partidos y convirtió 50 goles, en sus tres pasos por la institución.

### Como entrenador

#### Atlético Huila
Tras su retiro como jugador, fue el entrenador de las divisiones menores del Atlético Huila y paralelamente el asistente técnico de Néstor Otero en el equipo principal.
En el Torneo Finalización de 2008 dirigió, en calidad de interino, en las últimas cinco fechas del campeonato.
A mediados del Torneo Apertura 2009 tras la renuncia de Miguel Augusto Prince, "Teacher" nuevamente tomó las riendas del equipo en calidad de interino pero tras las buenas presentaciones del club fue ratificado en el cargo. Para el siguiente torneo llegó hasta la final perdiendo con el Independiente Medellín.
Ocupó el cargo hasta 6 de abril de 2011 cuándo fue suspendido por tres meses por parte de la Dimayor tras agredir a un árbitro, circunstancia a la que se le sumó la derrota 7-4 ante el Deportes Tolima  la semana anterior.[cita requerida]

## Fallecimiento
Falleció de un infarto el 11 de abril de 2021, mientras jugaba un partido de fútbol con sus amigos en celebración de su 54.º cumpleaños.

## Clubes

### Como jugador
| Club              | País      | Año         |
| ----------------- | --------- | ----------- |
| América de Cali   | Colombia  | 1988 - 1991 |
| Envigado F. C.    | Colombia  | 1991        |
| Atlético Huila    | Colombia  | 1992 - 1996 |
| Deportes Tolima   | Colombia  | 1996 - 1997 |
| Deportivo Táchira | Venezuela | 1997        |
| Deportes Tolima   | Colombia  | 1998        |
| Atlético Huila    | Colombia  | 1998        |
| Unión Minas       | Perú      | 1999        |
| Juan Aurich       | Perú      | 2000        |
| Deportivo Pereira | Colombia  | 2000 - 2001 |
| Deportes Quindío  | Colombia  | 2001 - 2002 |
| Atlético Huila    | Colombia  | 2003 - 2004 |
| Deportivo Pereira | Colombia  | 2004        |

### Como asistente técnico
| Club            | Año      | País        | Asistente de |
| --------------- | -------- | ----------- | ------------ |
| Atlético Huila  | Colombia | 2006 - 2007 | Néstor Otero |
| Águilas Doradas | Colombia | 2015        | Néstor Otero |

### Como entrenador
| Club                   | País     | Año         |
| ---------------------- | -------- | ----------- |
| Atlético Huila         | Colombia | 2008 - 2011 |
| Independiente Medellín | Colombia | 2011 - 2012 |
| Alianza Petrolera      | Colombia | 2013 - 2014 |
| Deportivo Pasto        | Colombia | 2015 - 2016 |

## Estadísticas como entrenador
| Equipo                 | Desde                 | Hasta                   | Partidos | Partidos | Partidos | Partidos |
| PJ                     | PG                    | PE                      | PP       |          |          |          |
| ---------------------- | --------------------- | ----------------------- | -------- | -------- | -------- | -------- |
| Atlético Huila         | 22 de octubre de 2008 | 16 de noviembre de 2008 | 5        | 0        | 1        | 4        |
| Atlético Huila         | 20 de marzo de 2009   | 6 de abril de 2011      | 124      | 50       | 36       | 38       |
| Independiente Medellín | 14 de junio de 2011   | 13 de febrero de 2012   | 26       | 7        | 7        | 12       |
| Alianza Petrolera      | 20 de febrero de 2013 | 20 de febrero de 2014   | 70       | 20       | 20       | 30       |
| Deportivo Pasto        | 6 de abril de 2015    | 15 de junio de 2016     | 75       | 28       | 26       | 21       |
| Consolidado Total      | 2008-2016             | 2008-2016               | 300      | 105      | 90       | 105      |

## Palmarés

### Campeonatos nacionales
| Título              | Club              | País     | Temporada |
| ------------------- | ----------------- | -------- | --------- |
| Categoría Primera A | América de Cali   | Colombia | 1990      |
| Categoría Primera B | Envigado F. C.    | Colombia | 1991      |
| Categoría Primera B | Atlético Huila    | Colombia | 1992      |
| Categoría Primera B | Deportivo Pereira | Colombia | 2000      |
| Categoría Primera B | Deportes Quindio  | Colombia | 2001      |